# Eudémonologie
L'eudémonologie est « l'art du bonheur » ou « l'art d'être heureux » prôné par Arthur Schopenhauer dans son livre Aphorismes sur la sagesse dans la vie. Schopenhauer introduit ainsi son essai : « Je prends ici la notion de la sagesse dans la vie dans son acception immanente, c’est-à-dire que j’entends par là l’art de rendre la vie aussi agréable et aussi heureuse que possible. Cette étude pourrait s’appeler également l’Eudémonologie ; ce serait donc un traité de la vie heureuse. »

## Principe
Selon Schopenhauer, l'eudémonologie se résume en trois points fondamentaux :
1. Ce qu'on est : Donc la personnalité, dans son sens le plus étendu. Par conséquent, on comprend ici la santé, la force, la beauté, le tempérament, le caractère moral, l'intelligence et son développement.
2. Ce qu'on a : Donc propriété et avoir de toute nature.
3. Ce qu'on représente : On sait que par cette expression l'on entend la manière dont les autres se représentent un individu, par conséquent ce qu'il est dans leur représentation. Cela consiste donc dans leur opinion à son égard et se divise en honneur, rang et gloire.

Ce que l'on est contribue beaucoup plus au bonheur que ce que l'on a ou que ce que l'on représente. Ce que l'on est en nous-même nous rend plus heureux que nos biens ou que ce qu'autrui pense de nous.